# Chronus
Chronus ist eine schwedische Heavy-Metal-Band aus Helsingborg.

## Geschichte
Die Band wurde im Jahre 2012 gegründet. Zur ersten Besetzung gehörten Sänger und Gitarrist Sebastian „The Baron“ Axelsson, der zweite Gitarrist Svante Furevi, der Bassist Frederik Søndergaard sowie der Schlagzeuger Martin Sjölund. Über Suicide Records erschien im Jahre 2014 die EP Lost at Sea. Bassist Frederik Søndergaard stieg kurz daraufhin aus und wurde erst zwei Jahre später durch Oliver Delander ersetzt. Schlagzeuger Martin Sjölund verstarb im Jahre 2015. Sein Nachfolger wurde Jonatan Östling. 
Am 17. Januar 2017 veröffentlichte die Band ihr selbst betiteltes Debütalbum, das von Richard Larsson (The Night Flight Orchestra) produziert wurde. Das Album wurde zunächst in Eigenregie veröffentlicht. Am 31. Oktober 2017  veröffentlichte der Megadeth-Bassist Dave Ellefson das Album in über sein eigenes Plattenlabel Ellefson Music Productions. Im Sommer 2018 spielte die Band eine Tour durch Skandinavien im Vorprogramm von Soilwork und traten beim Sabaton Open Air auf.
2019 stieg Schlagzeuger Jonatan Östling wieder aus und wurde durch Adam Kapusta ersetzt. Das zweite Studioalbum Idols erschien am 24. April 2020 und wurde ebenfalls von Richard Larsson produziert.

## Stil
Laut dem Sänger Sebastian „The Baron“ Axelsson wurde die Band von einer Gruppe von Musikern gestartet, die allesamt eine Begeisterung für die Band Metallica hatten. Seine Band wurde in den Medien auch als „dunkele Foo Fighters“ oder „harte ABBA“ beschrieben.
Jens Peters vom deutschen Magazin Rock Hard verglich den Gesang mit Ozzy Osbourne und den Gitarrensound mit Mastodon. Die zu hörenden Alternative-Einflüsse ähneln Sixx:A.M., während bei den Outfits Assoziationen zu Ghost geweckt werden. Chronus würden ihre Lieder durchweg einfallsreich arrangieren und haben offenkundig ein Talent für Songwriting. Für Matthias Weckmann vom deutschen Magazin Metal Hammer basiert die Musik von Chronus auf dem klassischen Rock der 1970er Jahre und läge in direkter Nähe zu Bands wie Ghost oder The Night Flight Orchestra. Der Hörer wird mit variantenreichen Stilmitteln gelockt.

## Diskografie

### Alben
- 2017: Chronus (Ellefson Music Productions)
- 2020: Idols (Listenable Records)

### EP
- 2014: Lost at Sea (Suicide Records)